# 키모토 카논
키모토 카논(일본어: 木本 花音, 1997년 8월 11일 ~ )은 일본의 아이돌이며, 여성 아이돌 그룹 전 SKE48 팀E 및 HKT48 팀KIV의 멤버다.
아이치현 출신.

## 내력
2010년
- 6월 26일 방송 NHK 교육 《중학생 일기》에 출연.
- 9월 29일, 《SKE48 제4기생 오디션》에 합격 (응모 총수 5,888명, 최종 합격자 16명).
- 10월, 레코딩의 시점으로는 공연 데뷔 전에 정식 멤버도 아니였지만, SKE48의 4th 싱글 〈1!2!3!4! 잘 부탁해!〉에서, 야마다 에리카와 함께, 연구생이면서도 처음으로 선발 멤버로 선출된다.
- 12월 6일, 연구생으로부터 팀E 초기 멤버로 선발된다.

2011년
- 1월 1일, 설날 공연에서 팀E의 멤버로서 처음으로 SUNSHINE STUDIO(현·SKE48 극장)의 스테이지에 서, 카네코 시오리와 함께 센터 포지션을 맡는다.
- 2월 16일, AKB48의 20th 싱글 〈벚나무가 되자〉의 커플링 〈우연의 십자로〉에서는, 언더 걸즈의 일원으로서 처음으로 AKB48 명의의 CD에 참가했으며, 센터 포지션에 섰다.

2012년
- 5월부터 6월에 걸쳐 실시된 《AKB48 27th 싱글 선발 총선거》에서는 56위로, 퓨처 걸즈에 들어갔다[1].
- 2012년 9월 18일에 개최된 《AKB48 29th 싱글 선발 가위바위보 대회》에서는 4회전까지 이겨서 다음 단계로 가, 싱글 표제곡에 선발이 되었다[2].

2013년
- 5월부터 6월에 걸쳐 실시된 《AKB48 32nd 싱글 선발 총선거》에서는 31위로, 언더 걸즈에 선출되었다[3].

2014년
- 1월, SKE48와 GALAXY에 의한 신 유닛 〈GALAXY of DREAMS〉가 결성되어, 멤버로 선출되었다[4].
- 2월 24일, Zepp DiverCity에서 개최된 《AKB48 그룹 대조각 축제》에서, HKT48 팀KIV와의 겸임이 발표되었다[5].
- 4월 5일, HKT48의 콘서트에서, HKT48의 일원으로서 겸임 활동을 시작[6].
- 5월 8일, 《HKT48 팀KIV 1st Stage 〈시어터의 여신〉 공연》의 첫날 공연으로, HKT48 극장에 첫 출연[7].
- 5월부터 6월에 걸쳐 실시된 《AKB48 37th 싱글 선발 총선거》에서는 50위로, 퓨처 걸즈에 선출되었다[8].

2015년
- 5월 25일, HKT48 팀KIV의 활동(겸임)을 종료.
- 5월부터 6월에 걸쳐 실시된 《AKB48 41st 싱글 선발 총선거》에서는 48위로, 넥스트 걸즈에 선출되었다[9].

2017년
- 12월 1일, SKE48 극장에서 행해진 졸업 공연으로 인해 SKE48 팀E 졸업.

2018년
- 7월 1일, 녹 아웃 소속.

2021년
- 5월 31일, 녹 아웃 퇴사 및 연예계 은퇴.

## 인물
- 좋아하는 음식은 교자[10][11].
- 취미는 축구 관전으로, 나고야 그램퍼스의 팬이다[12][13].
- 초등학생 때에는, 농구부에 소속해 있었다[14].
- 좋아하는 아티스트는 aiko와 이키모노가카리이다[14].

### SKE48·HKT48 관련
- 캐치프레이즈는 〈논논논논, 간바루논♪　캬핫♡ 중학 ○년생 ○세인 키모토 카논입니다!!〉를 사용. 고안자는 팀KII의 사토 미에코[15].
- 팀S, 팀KII의 멤버에게는 귀여움 받고 있어, 팀E의 멤버에서는 카네코 시오리와 특히 사이가 좋다[16].
- 블로그 기사의 타이틀에는 〈（花・з・）〜♪〉라고 하는 그림 문자를 많이 사용하고 있다.
- 장래의 목표는, 벡키같은 멀티 탤런트가 되는 것[17].

## SKE48·HKT48에서의 참가곡

### 싱글 CD 선발곡
SKE48 명의
- 1!2!3!4! ヨロシク! / 1!2!3!4! 잘 부탁해!
  - そばにいさせて / 곁에 있게 해줘
  - 青春は恥ずかしい / 청춘은 부끄러워 - 홍조 명의
- バンザイVenus / 만세 Venus
- パレオはエメラルド / 파레오는 에메랄드
  - 積み木の時間 / 쌓기놀이 시간
  - 花火は終わらない / 불꽃은 끝나지 않아 - 셀렉션8 명의
- オキドキ / 오키도키
  - 初恋の踏切 / 첫사랑 건널목
  - 歌おうよ、僕たちの校歌 / 노래하자, 우리의 교가 - 셀렉션8 명의
- 片想いFinally / 짝사랑 Fianlly
  - 今日までのこと、これからのこと / 오늘까지의 일, 앞으로의 일
  - 寡黙な月 / 과묵한 달 - 셀렉션8 명의
- アイシテラブル! / 아이시테러브루!
- キスだって左利き / 키스도 왼손잡이
- チョコの奴隷 / 초코의 노예
- 美しい稲妻 / 아름다운 번개
  - シャララなカレンダー / 샤라라한 캘린더 - 팀E 명의
  - バンドをやろうよ / 밴드를 하자 - 매지컬 밴드 명의
- 賛成カワイイ！ / 찬성 귀여워!
  - 道は なぜ続くのか？ / 길은 왜 계속되는 것인가? - 아이치 토요타 선발 명의
  - ずっとずっと先の今日 / 훨씬 전 앞의 오늘 - 셀렉션18 명의
- 未来とは? / 미래란?
  - GALAXY of DREAMS - GALAXY of DREAMS 명의
  - Mayflower - 드래곤 걸즈 명의
  - 待ち合わせたい / 약속하고 만나고 싶어 - 팀E 명의
- 不器用太陽 / 서투른 태양
  - 友達のままで / 친구인 채로 - 셀렉션 10 명의
  - バナナ革命 / 바나나 혁명 - 팀E 명의
- 12月のカンガルー / 12월의 캥거루
  - 青春カレーライス / 청춘 카레라이스 - 팀E 명의
- コケティッシュ渋滞中 / 코케티시 정체 중
  - 僕は知っている / 나는 알고 있어
  - 音を消したテレビ / 소리를 끈 텔레비전 - 팀E 명의
- 前のめり / 앞으로 기우뚱

HKT48 명의
- 控えめ I love you ! / 소극적인 I love you !
- 12秒 / 12초

AKB48 명의
- 〈桜の木になろう 벚나무가 되자〉에 수록
  - 偶然の十字路 / 우연의 십자로 - 언더 걸즈 명의
- 〈フライングゲット 플라잉 겟〉에 수록
  - 野菜占い / 야채 점 - 야채 시스터즈 2011 명의
- 〈風は吹いている 바람은 불고 있다〉에 수록
  - 君の背中 / 너의 등 - 언더 걸즈 명의
- 〈GIVE ME FIVE!〉에 수록
  - NEW SHIP - 스페셜 걸즈A 명의
- 真夏のSounds good ! / 한여름의 Sounds good !
- 〈ギンガムチェック 깅엄 체크〉에 수록
  - Show fight! - 퓨쳐 걸즈 명의
- 〈UZA〉에 수록
  - 次のSeason / 다음 Season - 언더 걸즈 명의
- 永遠プレッシャー / 영원 프레셔
  - 強がり時計 / 허세 시계 - SKE48 명의
- 〈So long !〉에 수록
  - Waiting room - 언더 걸즈 명의
- さよならクロール / 안녕 크롤
- 〈恋するフォーチュンクッキー 사랑하는 포춘 쿠키〉에 수록
  - 愛の意味を考えてみた / 사랑의 의미를 생각해 보았다 - 언더 걸즈 명의
- 〈ハート・エレキ 하트 일렉트릭 기타〉에 수록
  - 快速と動体視力 / 쾌속과 동체 시력 - 언더 걸즈 명의
- 〈鈴懸の木の道で「君の微笑みを夢に見る」と言ってしまったら僕たちの関係はどう変わってしまうのか、僕なりに何日か考えた上でのやや気恥ずかしい結論のようなもの 플라타너스 나무가 서 있는 길에서 「네 미소가 꿈에 나왔어」라고 말해버린다면 우리들의 관계는 어떻게 변하는 걸까, 나 나름대로 며칠이고 생각해본 후의 조금 부끄러운 결론처럼〉에 수록
  - Escape - SKE48 명의
- 〈前しか向かねえ 앞 밖에 보지 않아〉에 수록
  - 昨日よりもっと好き / 어제보다 더 좋아해 - Smiling Lions 명의
- ラブラドール・レトリバー / 래브라도 리트리버
- 〈心のプラカード 마음의 플래카드〉에 수록
  - 性格が悪い女の子 / 성격이 나쁜 여자 아이 - 퓨처 걸즈 명의
- 〈希望的リフレイン 희망적 리프레인〉에 수록
  - 歌いたい / 노래하고 싶어 - 카틀레야조 명의
- 〈Green Flash〉에 수록
  - 世界が泣いてるなら / 세계가 울고 있다면 - SKE48 명의
- 〈ハロウィン・ナイト 할로윈 나이트〉에 수록
  - 水の中の伝導率 / 물 속의 전도율 - 넥스트 걸즈 명의

### 앨범 CD 선발곡
SKE48 명의
- 《この日のチャイムを忘れない 이 날의 종소리를 잊지 않아》에 수록
  - みつばちガール / 꿀벌걸 - 팀E 명의
  - ポニーテールとシュシュ / 포니테일과 슈슈 - 팀E 명의
  - 拗ねながら、雨… / 등 돌리면서, 비… - 셀렉션8 명의

AKB48 명의
- 《ここにいたこと 여기에 있던 것》에 수록
  - ここにいたこと / 여기에 있던 것
- 《1830m》에 수록
  - いつか見た海の底 / 언젠가 본 바다의 밑바닥 - Up-and-coming girls 명의
  - 青空よ 寂しくないか? / 푸른 하늘이여 외롭지 않은가?
- 《次の足跡 다음 발자국》
  - Stoicな美学 / Stoic한 미학
  - ぽんこつブルース / 퐁코츠 블루스
- 《ここがロドスだ、ここで跳べ! 여기가 로도스다, 여기서 뛰어라!》에 수록
  - 僕たちのイデオロギー / 우리의 이데올로기

### 극장 공연 유닛곡
SKE48 명의
팀E 1st Stage 〈파자마 드라이브〉 공연
- 天使のしっぽ / 천사의 꼬리

팀E 2nd Stage 〈거꾸로 오르기〉 공연
- わがままな流れ星 / 제멋대로인 유성

팀E 3rd Stage 〈나의 태양〉 공연
- 僕とジュリエットとジェットコースター / 나와 줄리엣과 제트코스터

팀E 4th Stage 〈손을 잡으면서〉 공연
- Glory days

HKT48 명의
팀KIV 1st Stage 〈시어터의 여신〉 공연
- ロッカールームボーイ / 로커 룸 보이

## 출연

### 드라마
- 중학생 일기 보건실의 첫사랑 (4) 첫사랑 크롤 (2010년 6월 26일, NHK 교육·나고야 방송국 제작)
- 마지스카 학원 2 제5·6·최종화 (2011년 5월 13일·20일·7월 1일, TV 도쿄) - 미소 역
- 마지스카 학원 3 (2012년 7월 13일 ~ 10월 5일, TV 도쿄) - 난테네 역
- 학교 괴담 제7화 〈조용히〉 (2012년 8월, BeeTV)

### 라디오
- SKE48♥1+1은 2가 아니야! (2011년 4월 8일, 토카이 라디오)
- SKE48 관람차에 어서오세요!! (2010년 11월 12일·2011년 3월 28일·5월 30일, CBC 라디오)

### Web
- SKE48의 사립 SPA! 학원 (2012년 6월 15일, 니코니코 동화)